# Skeleton nos Jogos Olímpicos de Inverno de 1928

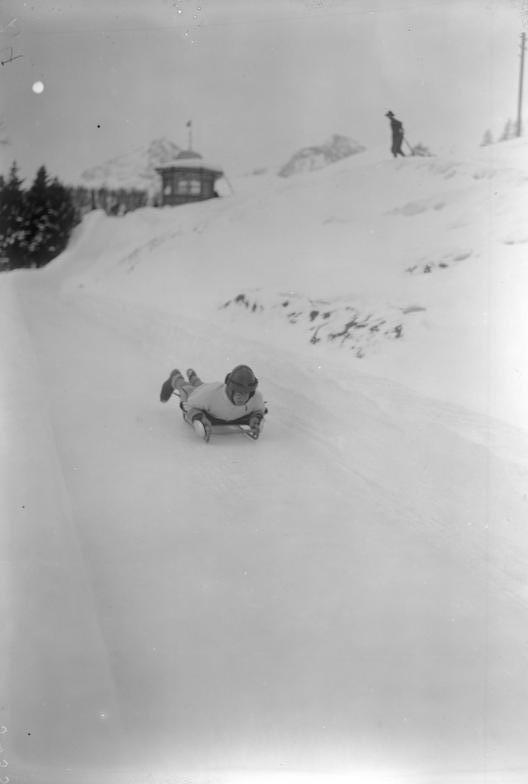
Atleta em ação durante os Jogos.

O skeleton nos Jogos Olímpicos de Inverno de 1928 foi disputado em apenas uma prova masculina, com a participação de dez competidores.

## Medalhistas
| Ouro   | USA Jennison Heaton |
| Prata  | USA John Heaton     |
| Bronze | GBR David Carnegie  |

## Resultados
| Pos. | Atleta                   | Corrida 1 | Corrida 2 | Corrida 3 | Total  | Dif.  |
| ---- | ------------------------ | --------- | --------- | --------- | ------ | ----- |
|      | USA Jennison Heaton      | 1:00.2    | 1:00.2    | 1:01.4    | 3:01.8 | —     |
|      | USA John Heaton          | 1:01.4    | 1:00.4    | 1:01.0    | 3:02.8 | +1.0  |
|      | GBR David Carnegie       | 1:02.7    | 1:01.0    | 1:01.4    | 3:05.1 | +3.3  |
| 4    | ITA Agostino Lanfranchi  | 1:02.1    | 1:02.4    | 1:04.2    | 3:08.7 | +6.9  |
| 5    | SUI Alexander Berner     | 1:03.4    | 1:03.4    | 1:02.0    | 3:08.8 | +7.0  |
| 6    | AUT Franz Unterlechner   | 1:05.9    | 1:03.4    | 1:04.2    | 3:13.5 | +11.7 |
| 7    | ITA Alessandro del Torso | 1:05.6    | 1:04.7    | 1:04.6    | 3:14.9 | +13.1 |
| 8    | AUT Louis Hasenknopf     | 1:15.4    | 1:10.9    | 1:10.4    | 3:36.7 | +34.9 |
| 9    | SUI Willy von Eschen     | 1:04.8    | DNF       | —         | —      | —     |
| 10   | FRA Pierre Dormeuil      | DNF       | —         | —         | —      | —     |

- DNF: não completou a prova.